# Małgorzata Tyrańska
Małgorzata Tyrańska – polska ekonomistka, prorektorka Uniwersytetu Ekonomicznego w Krakowie.

## Życiorys
Małgorzata Tyrańska w 1993 uzyskała tytuł magistra ekonomii na Akademii Ekonomicznej w Krakowie. W 2001 tamże doktoryzowała się w dziedzinie nauk ekonomicznych, dyscyplina nauki o zarządzaniu, specjalność zarządzanie zasobami ludzkimi, na podstawie napisanej pod kierunkiem Leszka Kozioła dysertacji Metodyka budowy systemu wynagradzania kadry kierowniczej w organizacjach gospodarczych. W 2016 na Uniwersytecie Ekonomicznym w Krakowie otrzymała stopień doktor habilitowanej nauk ekonomicznych, dyscyplina nauki o zarządzaniu, specjalność zarządzanie zasobami ludzkimi, zarządzanie strategiczne, zarządzanie kompetencjami, przedstawiwszy osiągnięcie naukowe Koncepcja systemu oceny kompetencji kadry menedżerskiej w przedsiębiorstwie.
Od 1993 związana zawodowo z Akademią Ekonomiczną w Krakowie (po zmianie nazwy – Uniwersytetem Ekonomicznym). Kierowniczka Katedry Zarządzania Zasobami Pracy (od 2020), dyrektorka Instytutu Zarządzania (2019–2024). Prorektorka do spraw kształcenia i studentów w kadencji 2024–2028.
Jej zainteresowania naukowe obejmują takie zagadnienia jak: zarządzanie zasobami ludzkimi; zarządzanie strategiczne; podejście procesowe w organizacjach; projektowanie i doskonalenie systemów zarządzania; zarządzanie organizacjami, zarządzanie kompetencjami, zarządzanie zespołami, zrównoważone zarządzanie.
Członkini Komisji Nauk Organizacji i Zarządzania Polskiej Akademii Nauk.
Odznaczona Brązowym i Srebrnym Medalem za Długoletnią Służbę oraz Medalem Komisji Edukacji Narodowej.